# 張烈 (嘉靖進士)
張烈（1530年—1560年），字明建，初號後鶴，改號青原，直隸松江府華亭縣人，民籍，明朝政治人物。

## 生平
嘉靖三十四年（1555年）乙卯科應天府鄉試第二名舉人。嘉靖三十八年（1559年）中式己未科會試第四名，二甲第六名進士。初授工部都水司主事，奉诏督徂徕泉源，才七月而卒于官。

## 著作
- 《殷遗录》
- 《皇明亿万载纪录》
- 《巡泉诗稿》

## 家族
曾祖張汴，七品散官；祖父張松，知州；父張元昌，母李氏。重庆下。